# Kvestor
Kvestor (lat. quaerere, ispitati) bio je najniži čin u političkoj karijeri rimske Republike.
Prvobitno su postajala samo dvojica ali im se vremenom broj počeo i umnožavati (Kornelije Sula ih je imenovao dvadesetoricu, Gaj Julije Cezar im je povećao broj na četrdeset, da bi im August ponovno smanjio broj na dvadeset).
Prvobitno su kvestori bili imenovani kao ispomoć konzulima kao istražni suci.
Osim kao istražni organi, kvestori su obavljani i nadgledanje državnog arhiva i riznice (aerarium) u Saturnovu hramu, ubiranje poreza i kamata na državne zajmove od građana, vodili su brigu o poslanicima i posebnim gostima, a u vrijeme Carstva organizirali su i gladijatorske borbe.
Osim civilnih, postojali su i vojni kvestori, koji su imali vojne i sudske ovlasti, upravljali su ratnom blagajnom i logistikom.